# Joan Enric Pellicer i Borràs
Joan Enric Pellicer i Borràs   (Bellreguard, 29 de maig de 1948 - València, juliol 2017) fou un filòleg i pedagog valencià.
Estudià magisteri a l'Escola Normal de València, i començà la seua carrera professional en l'escola pública a Montcada (Horta Nord). El 2003 es doctorà per la Universitat de València amb una tesi sobre «L'ensenyament de la llengua catalana al País Valencià (1238- 1939)». Posteriorment va publicar Història d'un desig insatisfet, llibre basat en una part de la recerca feta per a la seva tesi doctoral, que analitza l'ensenyament del valencià en les escoles i universitats del País Valencià des de la derrota d'Almansa fins a l'acabament de la Guerra Civil Espanyola. És també autor de nombrosos manuals per a ús didàctic en matèria de llengua i literatura, contribuí a la divulgació de la literatura medieval, especialment del Tirant, amb edicions adaptades per a lectors actuals. En va publicar una versió en castellà, que no es pot considerar una traducció, sinó una adaptació per a lectors actuals molt reduïda. I l'any 2004, l'edició del Tirant a cura de Rosa Giner i el mateix Pellicer (ed. Tres i Quatre) va rebre un premi de la Generalitat valenciana a millor llibre en valencià. v
Durant la dècada de 1980, Pellicer fou un dels professors capdavanters que contribuïren a la consolidació en la Universitat de València del departament de filologia catalana —en fou professor titular des de 1986— impulsat per Sanchis Guarner. Molt relacionat amb el món literari valencià de les dècades de 1970 i 1980, el 1981 entrà a formar part del consell de redacció de la revista literària Cairell, poc abans de l'extinció d'aquesta.
Tres llibres de Pellicer van rebre sengles premis de la Generalitat Valenciana al millor llibre en la seva categoria. L'any 2004, l'edició del Tirant lo Blanc a cura de Rosa Giner i el mateix Pellicer (ed. Tres i Quatre) va rebre el premi a millor llibre en valencià. El 2006 van ser dos els llibres de Pellicer premiats: Apte 3 (Ed. Adonays), en la categoria de llibre de text en valencià i Història d'un desig insatisfet (Perifèric Edicions), en la categoria de contribució a la normalització lingüística del valencià.

## Obres
- La «Rondalla de rondalles» de Lluís Galiana. Estudi lingüístic i edició. València: Institut de Filologia Valenciana, 1986
- Tots els verbs: inclou una completa secció de dubtes i interferències verbals. València: Eliseu Climent, 2001. ISBN 9788475026367
- L'ensenyament de la llengua catalana al País Valencià (1238- 1939). València: Universitat de València, Servei de Publicacions, 2003. ISBN 8437057752
- «L'ensenyament de la llengua durant l'època foral (1238-1707)», Boletín de la Sociedad Castellonense de Cultura, núm. 80, 2004, p. 67-82. ISSN 0210-1475
- Història d'un desig insatisfet: l'ensenyament del valencià fins a 1939. València: Perifèric ed. 2006, introducció de Josep Ballester. ISBN 9788493549831
- Guia essencial de la llengua. València: Adonay, 2007. ISBN 9788493548315
- Gramática de uso de la lengua catalana (en col·laboració amb Rosa Giner)
- «De la marginalitat a la centralitat» (en col·laboració amb Vicent Miralles), dins Òscar Barberà et al. Escoles i mestres: dos segles d'història i memòria a València. València, 2017, p. 116-135. ISBN 9788491331117